# Événement de transformation
Le terme d’événement de transformation désigne le fait qu'un transgène se soit intégré à un site précis du génome d’un organisme d'une espèce donnée. Le même transgène introduit dans un autre organisme de la même espèce donnera un événement de transformation différent. Chaque événement de transformation est en fait la combinaison unique d’un transgène, dans un organisme donné à un endroit donné du génome.

## Événements autorisés par l'Union européenne
Dans le cadre de la mise sur le marché des organismes génétiquement modifiés dans l’Union européenne, l’évaluation des risques pour la santé publique et l’environnement est conduite événement de transformation par événement de transformation. Elle conduit à une autorisation des OGM dans l'Union européenne.
Les événements de transformation suivants sont autorisés par l'Union Européenne pour les maïs transgéniques :
- Bt 176 conférant la résistance à la pyrale du maïs.
- MON 810 (Monsanto) conférant la résistance à la pyrale du maïs.
- T 25 conférant la tolérance à un herbicide, le glufosinate ammonium.
- Bt 11 conférant la résistance à la pyrale du maïs, et la tolérance à un herbicide, le glufosinate ammonium (résistant aux insectes et tolérant les herbicides).
- NK 603 conférant la tolérance à un herbicide, le glyphosate plus connu sous le nom de Roundup commercialisé par l’entreprise Monsanto.
- MON 863 (Monsanto) conférant la résistance à la chrysomèle du maïs.